# Comisión Nacional Anticorrupción (México)
La Comisión Nacional Anticorrupción fue un proyecto institucional basado en una Reforma Constitucional, y parte de la Reforma Político-Electoral que actualmente se encuentra en una etapa de desarrollo por parte de los Poderes Legislativos de México; el proyecto tuvo como objetivo crear un organismo descentralizado que combatiese la corrupción en los tres niveles de gobierno (federal, estatal y municipal). Este, fue planteado como una iniciativa por el entonces presidente de México, Enrique Peña Nieto, cuando era candidato presidencial, con Pablo Escudero como director de la institución. La razón de cancelar la comisión fue que no se incluía la acción penal, lo cual la significaría que dispondría de recursos para su operación sin garantizar sanciones; es decir, más costos y burocracia, pero pocas herramientas para castigar con eficacia la corrupción. Ahora, la nueva institución es llamada Fiscalía Anticorrupción, la cual no tendrá autonomía ni patrimonio propio, y depende de la Fiscalía General de la Nación. 

## Antecedentes
La Comisión Nacional Anticorrupción fue planteada inicialmente durante la campaña electoral de Enrique Peña Nieto, al contender por el puesto de presidente de la República, representando a la coalición Compromiso por México. El compromiso fue presentado en la ciudad de Guadalajara, el 30 de marzo de 2012, durante uno de los primeros eventos de la campaña, y conformó uno de los tres primeros compromisos firmados públicamente frente a un notario público durante dicha contienda electoral.

## Proceso de creación de la Comisión Nacional Anticorrupción

### Llegada de la iniciativa
La iniciativa llegó formalmente al Senado de México el 15 de noviembre de 2012, por medio de la bancada del PRI, unas semanas antes de que Enrique Peña Nieto asumiera el cargo de presidente de manera oficial. Desde ese momento, se planteó que la Comisión Nacional Anticorrupción sustituiría a la Secretaría de la Función Pública.

### Pre dictamen del Senado
El Senado de México presentó el pre dictamen del documento de creación de la Comisión Nacional Anticorrupción un poco más de un año después de que la iniciativa había sido presentada, el 1 de diciembre del 2013. En este documento se definió que la Comisión debía de ser un organismo autónomo, con personalidad jurídica y patrimonios propios, con facultades para prevenir, investigar y sancionar actos de corrupción en materia administrativa cometidos por servidores públicos, así como por particulares,  ya sean personas físicas o morales. 
También, se definió que esta Comisión tendría facultades para atraer casos de corrupción de instancias de gobierno estatal y municipal. Este documento fue el resultado del estudio y análisis de cuatro iniciativas de reformas constitucionales presentadas por diversos integrantes del Senado.
El documento presentó las siguientes características de la Comisión:
- La Comisión está facultada para impulsar, de forma prioritaria, acciones y programas de carácter preventivo, en especial de aquellos destinados a promover la ética y la honestidad en el servicio público.
- Puede formular recomendaciones –ya sean particulares o de carácter general— para la mejora de los procedimientos administrativos y prevenir la corrupción.
- La Comisión Nacional Anticorrupción puede conocer casos de oficio, por notificación de otros órganos del Estado mexicano, a través de demandas para asuntos de gran valor administrativo, y por Reportes Ciudadanos para casos donde los ciudadanos sean victimizados por actos de corrupción.
- La Comisión Nacional Anticorrupción no está impedida para hacer sus investigaciones por el secreto bancario, fiduciario y fiscal. Asimismo, se protegerá la integridad de las personas que denuncian. Se penalizarán las demandas frívolas.
- La Comisión Nacional Anticorrupción es integrada por cinco comisionados los cuales durarán en su encargo siete años, improrrogables.
- La Comisión cuenta con un comisionado presidente, el cual desempeñará dicha función por un periodo de cuatro años, improrrogables, y deberá rendir un informe anual ante el Consejo Nacional por la Ética Pública.
- La renovación de los comisionados se realiza de forma escalonada.

### El Senado avala la Comisión
El 12 de diciembre de 2013, el Senado aprobó  las reformas constitucionales de los artículos 73, 107, 109, 113 y 116 de la Constitución Política, con 111 votos a favor, dos votos en contra y dos abstenciones, como parte de una Reforma Político-Electoral. Con esto, la Comisión Nacional Anticorrupción quedaría avalada y lista para ser analizada y, finalmente, modificada y votada por la Cámara de Diputados. 
En esta instancia, se definió que la Ley General de Responsabilidades de los Servidores Públicos y Combate a la Corrupción, aplicable a funcionarios de los tres niveles de gobierno (federal, estatal y municipal), sería elaborada por la Cámara Baja. Así mismo, fue en esta instancia donde se definió que la Comisión debía de tener coordinación con las contralorías de las diferentes dependencias correspondientes, la Auditoría Superior de la Federación (ASF) y el Instituto Federal de Acceso a la Información y Protección de Datos (IFAI).También, el Senado adicionó a este proyecto que cada entidad federativa debería de crear un órgano anticorrupción.

### Proceso en la Cámara de Diputados
La Cámara de Diputados daría entrada a la reforma constitucional el 4 de febrero del 2014, una vez que se reanudaron las sesiones ordinarias de dicha Legislatura. La minuta de Ley fue analizada por las comisiones de puntos constitucionales y de transparencia y anticorrupción. El 25 de febrero del año 2015, el Congreso aprobó el dictamen con 414 votos a favor, con la modificación a varios ordenamientos referentes a las sanciones resarcitorias fincadas a servidores que dañen el erario público, con el objetivo de que no queden excluidas otras de carácter administrativo, penal o político. 
Con esto, se modificaron las leyes de fiscalización y rendición de cuentas de la federación, de responsabilidades administrativas de los servidores públicos, de adquisiciones, arrendamientos y servicios del sector público y de obras públicas y servicios relacionados con las mismas. Dicho dictamen, define la obligación a cargo de los servidores públicos, así como de los particulares, de reparar a la hacienda pública los daños y perjuicios ocasionados, cuantificables monetariamente, como consecuencia de una conducta u omisión que incumpla los ordenamientos jurídicos vigentes.
El dictamen sigue en la Cámara de Diputados, la cual, de darse su aprobación, dejaría listas las reformas constitucionales para turnarlas al Senado y, en caso de que quedara aprobada en la Cámara Alta, se daría lugar a la creación oficial de la Comisión Nacional Anticorrupción, una vez que el Diario Oficial de la Federación publique la nueva Ley.